# Montferrand-la-Fare
Montferrand-la-Fare is een gemeente in het Franse departement Drôme (regio Auvergne-Rhône-Alpes) en telt 48 inwoners (2009). De plaats maakt deel uit van het arrondissement Nyons.

## Geografie
De oppervlakte van Montferrand-la-Fare bedraagt 10,7 km², de bevolkingsdichtheid is dus 4,5 inwoners per km².

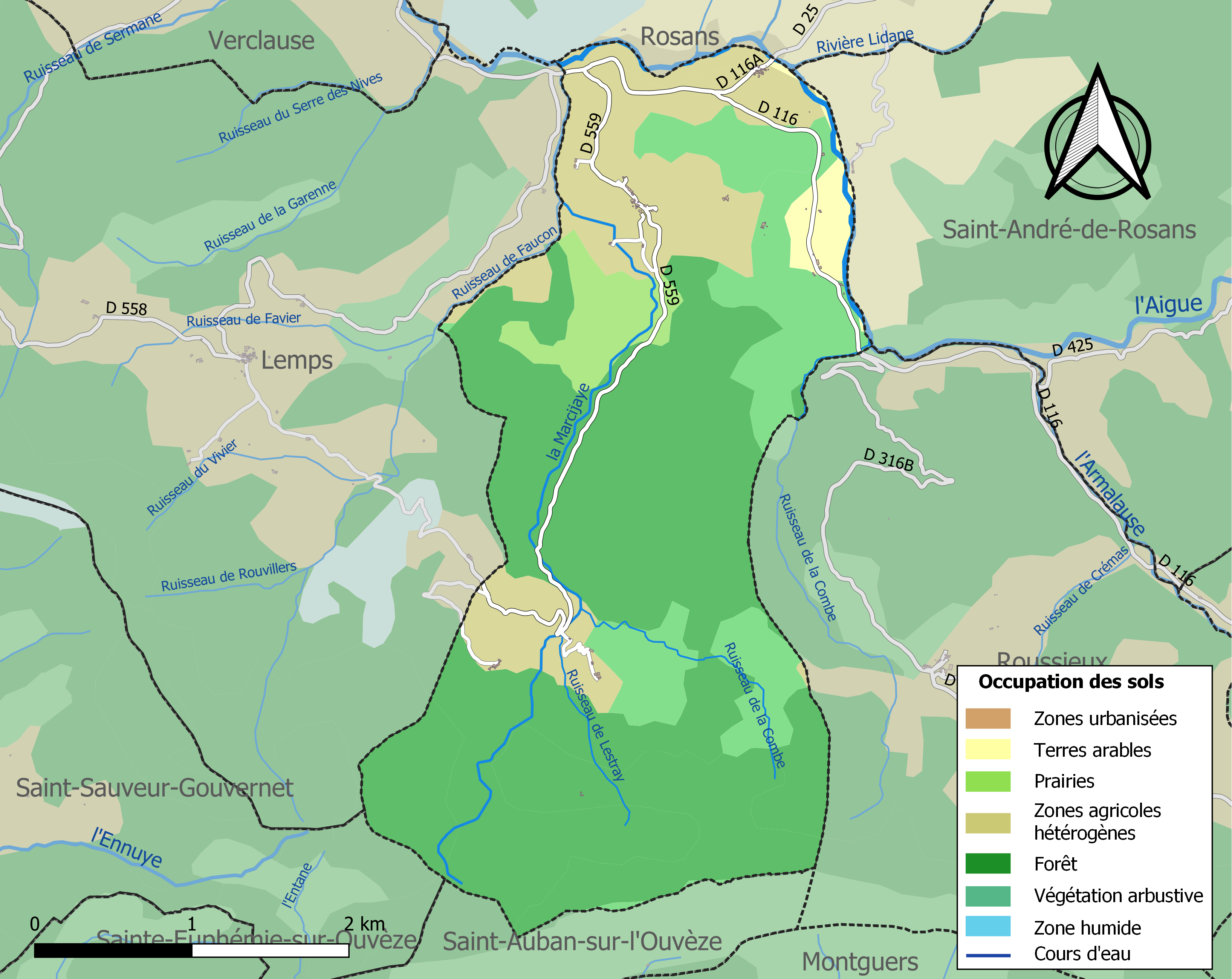
Kaart van de gemeente met belangrijkste infrastructuur, bodemgebruik en omliggende gemeenten

## Demografie
Onderstaande figuur toont het verloop van het inwonertal (bron: INSEE-tellingen).

1. ↑  Populations de référence 2022.